# Iglesia de madera de Granhult

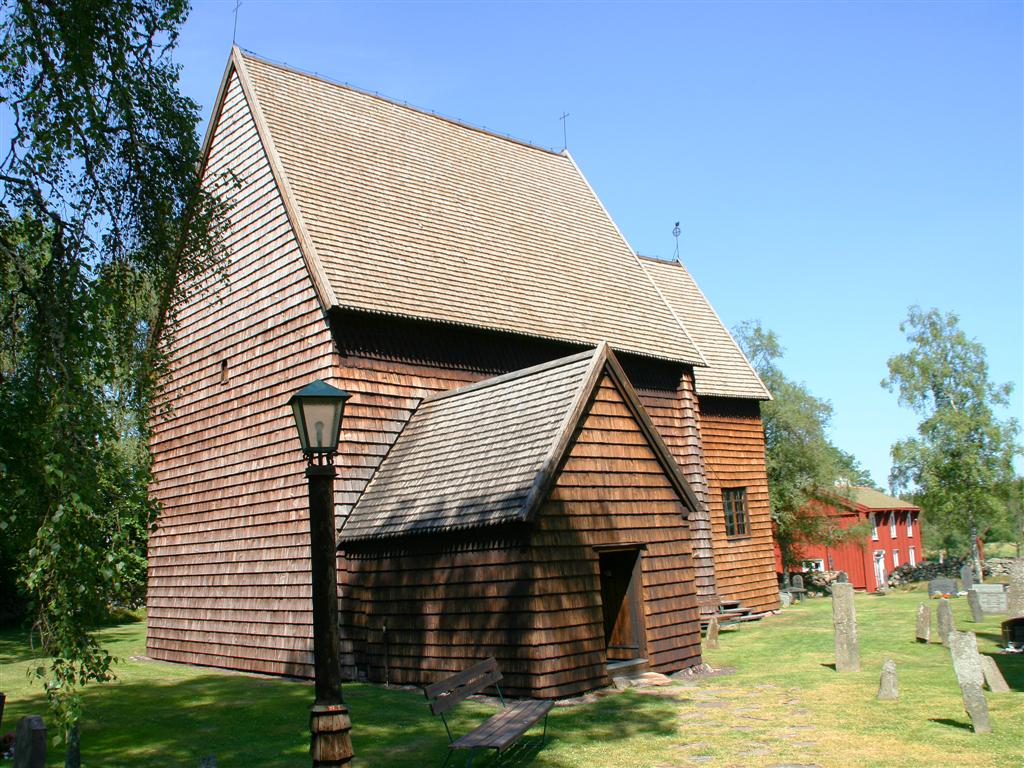
La iglesia de Granhult

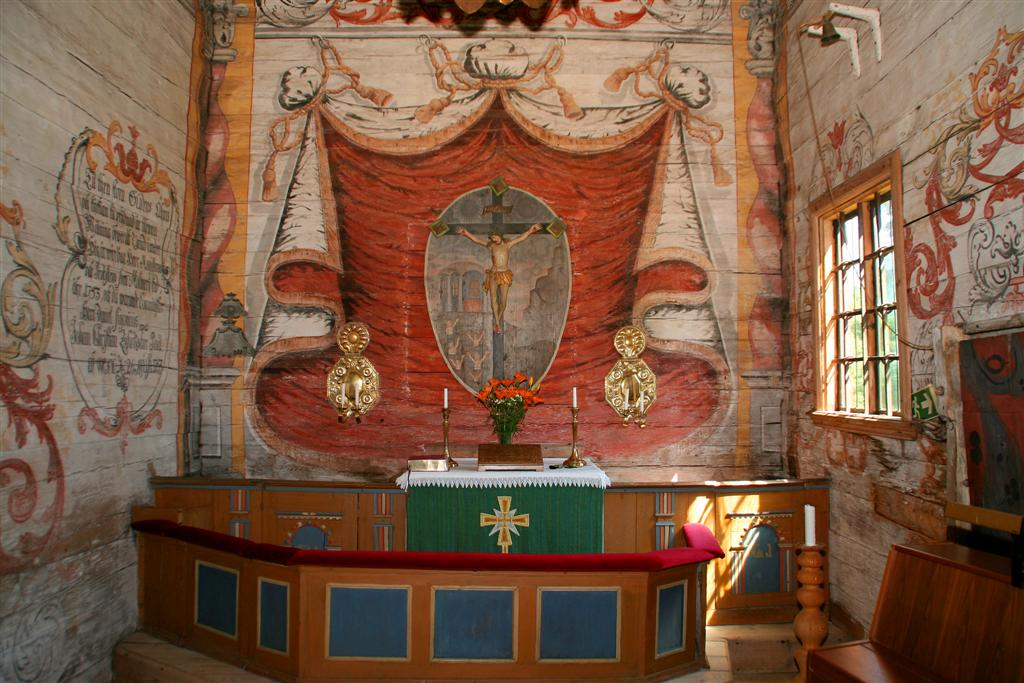
Altar y crucifijo, de 1699.

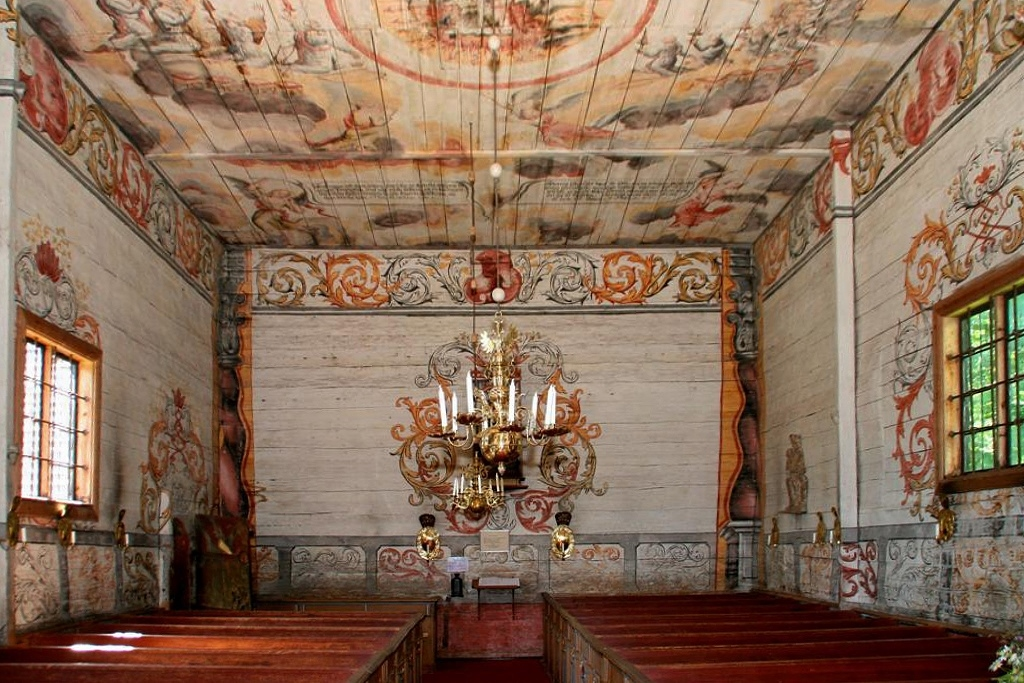
Interior, hacia el oriente.

La iglesia de madera de Granhult es un templo luterano en el municipio de Uppvidinge, Kronoberg, Suecia. Es la iglesia de madera más antigua de Suecia, pues de acuerdo a una investigación dendrocronológica, fue construida en la década de 1220.
Formalmente, dejó de utilizarse como iglesia parroquial desde 1829, pero ha sido conservada por deseo de los parroquianos, quienes consiguieron en 1879 que fuera utilizada nuevamente con fines litúrgicos de manera esporádica.

## Exterior
La iglesia está cubierta totalmente por tablillas de madera tanto en las paredes como en el techo. Su planta consiste en un pequeño cuerpo semi cuadrado con un coro de menor anchura y elevación que la nave, y una sacristía en la parte norte, ésta construida durante el siglo XVII. La entrada sur de la iglesia es la principal, y posee un pequeño porche del siglo XVIII. Anteriormente, la nave tuvo otra entrada en el costado norte, pero fue retirada. La iglesia fue construida con troncos, tiene las esquinas lisas y los piñones fueron construidos con paneles.  Las ventanas originales eran más pequeñas y se localizaban más arriba que las actuales (que datan del siglo XVIII); aún es posible ver sus rastros en la fachada.
En el patio, rodeado por una cerca de piedra, se localiza un campanario del siglo XVIII. También de ese siglo es la puerta de entrada al solar de la iglesia.

## Interior
La decoración del interior de la iglesia procede principalmente de los siglos XVII y XVIII. Las paredes están decoradas con pinturas de la década de 1750 de Johan Christian Zschotzscher. También hay restos de una decoración pictórica medieval. El púlpito y las bancas son del siglo XVII. Otras piezas dignas de mencionar son una Madonna y una imagen de San Olaf, ambas de factura medieval.